# Ve corps (armée de l'Union)
Pour les articles homonymes, voir 5e corps d'armée.
Le Ve corps (cinquième Corps d'armée) est une unité de l'Union au sein de l'armée du Potomac au cours de la guerre de Sécession.

## 1862
La première unité désignée comme le Ve corps est organisée brièvement sous les ordres de Nathaniel P. Banks (le commandement initial de Bank s'oppose à la campagne de la vallée de Stonewall Jackson et devient finalement le XIIe corps).
L'unité mieux connue comme le V corps est formée au sein de l'armée du Potomac, le 18 mai 1862 en tant que Ve corps provisoire, qui est engagé lors de la campagne de la Péninsule pour capturer Richmond. Il est créé par la fusion de la troisième division du major général Fitz John Porter du IIIe corps avec la division des troupes régulières des États-Unis du major général George Sykes, qui était auparavant en réserve.
Porter devient commandant du corps et sa première division revient au brigadier général George W. Morell. Le 22 juillet 1862, le terme « provisoire » est supprimé du nom alors que le département à la Guerre le confirme en tant que Ve corps de l'armée du Potomac.
Le Ve corps combat dans plusieurs batailles tout au long de la campagne de la Péninsule, y compris à Hanover Court House, à Mechanicsville, à Gaines' Mill, à Glendale, et à Malvern Hill. Les pertes du corps lors de la bataille des Sept Jours sont de 995 tués, 3 805 blessés, et 2 801 capturés ou disparus, totalisant 7 601, la moitié de la totalité des pertes de l'armée. Parmi ces victimes, 6 837 ont lieu à Gaines' Mill ; le reste, à Mechanicsville, à Glendale, et à Malvern Hill. Le corps est temporairement élargi le 14 juin par la division de réserve de Pennsylvanie du George A. McCall, qui comprend des futures stars John F. Reynolds et George G. Meade. Le corps combat vaillamment à Gaines' Mill, en particulier, lorsque Porter commande les forces de l'Union qui ne comprennent que le Ve corps et la première division du VIe corps d'Henry W. Slocum contre la quasi-totalité de l'armée de Virginie du Nord confédérée.
La suite de l'échec de la campagne de la Péninsule, les réserves de Pennsylvanie sont réaffectées au Ier corps d'Irvin McDowell (IIIe corps lors de la seconde bataille de Bull Run). Le Ve corps est réaffecté à l'armée de Virginie de John Pope, avec les IIIe et IXe corps de l'armée du Potomac de George B. McClellan.
George McClellan tient en admiration le Ve corps, d'autant que Fitz-John Porter est un ami très proche de lui, et il le vante souvent comme un modèle tenue que le reste de l'armée doit imiter. Les officiers généraux dans les corps sont tous des anciens de West Point et ne contient pas de nominations politiques ou de non-professionnels. La présence de troupes de l'armée régulière ajoute au Ve corps une touche plus professionnelle que les autres, et la discipline et des exercices sont généralement plus stricts. En outre, la réserve d'artillerie de l'armée est rattaché à ce corps.
Le Ve corps participe à la seconde bataille de Bull Run, combattant sur l'aile gauche de l'armée de l'Union. Les pertes du petit corps sont 331 tués, à 1 364 blessés, et 456 disparus ; un total de 2 151 sur environ 6 500 engagés. Deux brigades, sur les six, ne sont pas engagées. Une brigade, composée de deux régiments sous les ordres de Gouverneur K. Warren, tient une position inutile contre l'attaque confédérée sur le flanc gauche de l'Union.
Le corps participe au moins aux actions lors de la bataille d'Antietam. La première division est en réserve dans la ligne centrale de l'Union, mais la deuxième division de Sykes est retirée au cours de la bataille. Des éléments de la division de Sykes sont engagés dans une escarmouche à Upper Ford, mais le corps n'est pas impliqué dans la bataille principale. Ce n'est après Antietam qu'une nouvelle troisième division est ajoutée sous les ordres d'Andrew A. Humphreys, essentiellement composée de recrues engagées pour neuf mois de Pennsylvanie.
Après Antietam, Fitz-John Porter est traduit en cour martiale pour désobéissance aux ordres lors de la seconde bataille de Bull Run. Bien que Porter ne soit pas lui-même à blâmer, John Pope le choisit comme bouc émissaire pour cette défaite et sa carrière est sommairement ruinée. Le commandant de la première division Georges Morell perd aussi son poste parce qu'il témoigne en faveur de Porter lors des audiences de la cour martiale (le département à la Guerre, longtemps après que le procès de Porter a eu lieu reste réticent à promouvoir les officiers dans le Ve corps).
Lors de la restructuration de l'armée du Potomac sous les ordres du nouvellement nommé major général Ambrose E. Burnside, le Ve corps est placé avec le IIIe corps dans la « grande division » du centre sous le commandement de Joseph Hooker. Le major général Daniel Butterfield remplace Porter au commandement du Ve corps à la bataille de Fredericksburg, et les généraux Charles Griffin, Sykes, et Humphreys prennent les trois divisions. Les pertes sont de 206 tués, 1 669 blessés et 300 disparus ; soit un total de 2 175.

## 1863
Lorsque Hooker prend le commandement de l'armée du Potomac au printemps, il fait disparaître les « grandes divisions », et nomme Butterfield comme son chef d'état-major. Le major général George G. Meade, ancien commandant de la troisième division du Ier corps, prend en charge le Ve corps. C'est à ce moment que chaque corps reçoit un emblème ; le Ve corps utilise une croix pattée, la variante rectiligne de la croix de Malte.

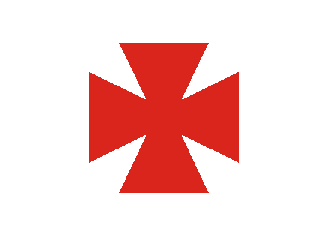
Insigne du Ve corps de la 1re division de l'armée de l'Union

Le Ve corps n'est pas engagé de manière significative à Chancellorsville, mais peu de temps après les engagements de la troisième division arrivent à échéance et rentre chez elle. Une autre division sous les ordres du brigadier général Samuel W. Crawford, composée de deux brigades de réserve de Pennsylvanie, le rejoint rapidement alors que l'armée de Virginie du Nord de Robert E. Lee envahit le Nord.
George Sykes prend le commandement du Ve corps le 28 juin 1863, alors que George Meade est promu au commandement de l'armée du Potomac. Le corps arrive à l'extrémité orientale du champ de bataille de Gettysburg le 2 juillet. Il gagne la renommée lors des combats dans le champ de blé, mais est plus célèbre pour les actions de la troisième brigade du colonel Strong Vincent de la première division. La brigade marche rapidement pour couvrir Little Round Top, une colline presque dégagée à l'extrémité gauche de la ligne de l'Union. Contre les attaques féroces du premier corps confédéré de James Longstreet, la brigade de Vincent tient la colline et sauve l'armée de l'Union du mouvement de flanc. La scène est représentée dans le roman The Killer Angels (1974) de Michael Shaara et le film Gettysburg (1993), tiré du roman, en se concentrant sur le 20e régiment d'infanterie volontaire du Maine, à l'extrême gauche, sous le commandement du colonel Joshua Lawrence Chamberlain. La première division sous les ordres de James Barnes et la division régulière (notamment l'infanterie de l'armée des États-Unis) commandée par Romeyn Ayres subissent toutes les deux de lourdes pertes lors de la bataille (le nombre de victimes parmi les réguliers s'élève à près de 50%). Charles Griffin est malade au cours de la campagne et reprend le commandement de sa division après la campagne. En revanche, les réserves de Pennsylvanie sous les ordres de Crawford sont relativement peu engagées.
Le Ve corps voit la mort de deux de ses généraux, à Gettysburg : le brigadier général Stephen H. Weed et Strong Vincent (qui a été rapidement promu peu de temps avant sa mort pour ses efforts héroïques à Little Round Top). Le corps participe à peu d'action lors des campagnes de l'automne 1863. Lors de la bataille de Bristoe Station (14 octobre 1863), le Ve corps se fait déloger par les troupes de l'A. P. Hill. Cela distrait Hill de l'arrivée du IIe corps. Cela permet à Gouverneur K. Warren, commandant le IIe corps, de s'emparer d'une position favorable et d'infliger une défaite au corps de Hill.

## 1864
En mars 1864, avec le lieutenant général Ulysses S. Grant maintenant au commandement de toutes les armées de l'Union, le Ve corps est restructuré, avec l'ensemble de l'armée. Les première et deuxième divisions sont consolidées en une première division, sous les ordres du général Griffin. La 3e division des Pennsylvaniens de Crawford reste inchangée, même si elle doit être libérée du service quelques semaines plus tard. Le Ier corps est fusionné dans le Ve avec les deuxième et quatrième divisions, respectivement sous les ordres des généraux John C. Robinson et James S. Wadsworth. Le nouveau commandant du Ve corps est le major général Gouverneur K. Warren.
Au moment de la bataille de la Wilderness, le corps comprend plus de 25 000 hommes ; à la suite de la fin de la bataille de Spotsylvania Court House en mai 1864, plus de 10 000 sont devenus des victimes. Le général Wadsworth est tué dans la Wilderness, et Robinson est gravement blessé (perdant une jambe) à Spotsylvania. Sa division est brisée et dispersée temporairement entre autres division du Ve corps. La division de Wadsworth est mise sous les ordres du général Lysander Cutler, commandant de la brigade de Fer. Le Ve corps participe à des combats difficiles à Cold Harbor et lors du siège de Petersburg en juin. Beaucoup de ses hommes sont capturés lors de la seconde bataille de Weldon Railroad le 19 août 1864. La division de Cutler disparait après ces batailles. À ce moment, les divisions restantes sont commandées par les généraux Griffin, Ayres et Crawford ; il y resteront jusqu'à la fin de la guerre. La division de Griffin contient finalement la plupart des régiments de l'ancien Ve corps, plus de nouvelles unités organisées. Ayres a de nouveau régiments et quelques unités de vétérans, dont une brigade de troupes du Maryland. La division de réguliers qu'il a commandée n'existe plus puisqu'elle est dissoute en raison de ses pertes sévères. Le reste du vieux Ier corps sert sous les ordres de Crawford. Ces divisions participent à la bataille de Peebles' Farm (30 septembre 1864).

## 1865
Au 31 mars 1865, le Ve corps est descendu à 17 000 hommes et en perd 2 000 de plus au moment où Lee se rend à Appomattox Court House. Après la bataille de Five Forks dans les derniers jours de la guerre, le général Warren est relevé de son commandement par le major général [ Philip Sheridan], mécontent du manque d'agressivité supposée de la poursuite de l'ennemi. Warren passera le reste de sa vie à obtenir la réhabilitation de sa réputation. Warren est remplacé par Griffin, qui commande le corps lors de la poursuite de l'armée de Lee. Il arrive à Appomattox Courthouse à temps pour soutenir la cavalerie de Sheridan contre les tentatives de percée des forces confédérées. Le corps est officiellement dissout le 28 juin 1865.

## Historique des commandements
| Fitz John Porter     | 18 mai - 10 novembre 1862          |
| Joseph Hooker        | 10 - 16 novembre 1862              |
| Daniel Butterfield   | 16 novembre - 25 décembre 1862     |
| George G. Meade      | 25 décembre 1862 - 26 janvier 1863 |
| Charles Griffin      | 26 janvier - 1er février 1863      |
| George Sykes         | 1er - 5 février 1863               |
| George G. Meade      | 5 - 16 février 1863                |
| Andrew A. Humphreys  | 23 - 28 février 1863               |
| George G. Meade      | 28 février - 28 juin 1863          |
| George Sykes         | 28 juin - 7 octobre 1863           |
| Samuel W. Crawford   | 7 - 15 octobre 1863                |
| George Sykes         | 15 octobre 1863 - 23 mars 1864     |
| Gouverneur K. Warren | 23 mars 1864 - 2 janvier 1865      |
| Samuel W. Crawford   | 2 - 27 janvier 1865                |
| Gouverneur K. Warren | 27 janvier - 1er avril 1865        |
| Charles Griffin      | 1er avril - 28 juin 1865           |

## Pour aller plus loin
- Powell, William H. The Fifth Army Corps (Army of the Potomac): A Record of Operations During the Civil War in the United States of America, 1861–1865. Dayton, OH: Morningside, 1984.  (ISBN 0-89029-076-8).
- Welcher, Frank J. The Union Army, 1861–1865 Organization and Operations. Vol. 1, The Eastern Theater. Bloomington: Indiana University Press, 1989.  (ISBN 0-253-36453-1).